# Zastupitelstvo města Strakonice
Zastupitelstvo města Strakonice je voleným orgánem Strakonic. Je složeno ze 21 členů, kteří jsou voleni v rámci komunálních voleb na 4 roky.
Zastupitelstvo se schází zpravidla jednou za dva měsíce; každé zasedání je zvukově zaznamenáno. Záznam je možné dohledat na stránkách města.

## Výbory zastupitelstva města Strakonice

### Finanční výbor
Finanční výbor je voleným orgánem, který provádí kontrolu hospodaření s majetkem a finančními prostředky obce, plní i další úkoly, jimiž jej pověřilo zastupitelstvo obce.
- Předsedou finančního výboru je od roku 2022 Ladislav Havel z ODS.
- Finanční výbor má 5 členů.

### Kontrolní výbor
Kontrolní výbor je voleným orgánem, který kontroluje plnění usnesení zastupitelstva obce a rady obce, je-li zřízena, kontroluje dodržování právních předpisů ostatními výbory a obecním úřadem na úseku samostatné působnosti, plní další kontrolní úkoly, jimiž jej pověřilo zastupitelstvo obce.
- Předsedou kontrolního výboru je od roku 2022 Martin Gregora z TOP 09.
- Kontrolní výbor má 7 členů.